# Semion Altman
Semion Iosipovici Altman (ucraineană Семен Йосипович Альтман, n. 21 aprilie 1946, Ciuhuiv, URSS) este un antrenor de fotbal ucrainean, fost fotbalist profesionist.

## Palmares

### Ca antrenor
Ucraina (secund)
- Campionatul Mondial de Fotbal 2006
  - Sfert-finalist
- Prima Ligă Ucraineană
  - Bronz: 2001–02, 2002–03 (cu Metalurg Donețk); 2005–06 (cu Cernomoreț Odesa)
- Divizia Națională (cu FC Zimbru Chișinău)
  - Campion: 1997–98, 1998–99
  - Argint:  1996–97
- Cupa Moldovei
  - Câștigător: 1996–97, 1997–98